# Julietta (opera)
Julietta aneb Snář (francouzsky Juliette ou la Clé des songes), H. 253, je jedna z vrcholných oper Bohuslava Martinů. Skladatel ji zkomponoval v Paříži na vlastní libreto podle divadelní hry Georgese Neveuxe v letech 1936–1937. Premiéru měla v Praze 16. března 1938.
Po roce 1935, kdy uspěl se svými lidovými tóny prodchnutými scénickými díly (Špalíčkem, Hrami o Marii a Divadlem za bránou) hledá Martinů látku k závažnější opeře. Uvažuje o Snu noci svatojánské, Gogolových Večerech na dědince nedaleko Dikaňky i o hře Dybuk, ale nakonec se rozhoduje pro Juliettu. Neveux, se kterým se osobně seznámil, kvůli zájmu Martinů odmítl i nabídku na zhudebnění od Kurta Weilla. (Ještě před Martinů roku 1934 zpracoval Neveuxovu hru jako scénický melodram Julie aneb Snář český skladatel Theodor Schaefer.)
Martinů do původního textu Neveuxe zasáhl – zkrátil ho o polovinu a změnil závěr, který tak v opeře vyznívá jako návrat na začátek opery. I s Juliettou se obrací na tým spolupracovníků, které znal už od Her o Marii (režisér Jindřich Honzl, scénograf František Muzika), a podobně se obrací i na Václava Talicha, který tentokrát má možnost zapojit se do příprav a diriguje premiéru.

## Děj opery

### 1. jednání
Cestující s knihami Michel hledá v malém přístavním městě Juliettu, na jejíž hlas stále vzpomíná. Setkává se ale se zvláštním chováním zdejších obyvatel, které se vysvětluje až tím, že všichni trpí ztrátou vzpomínek. Michel se svými vzpomínkami všechny obyvatele fascinuje. Když se setkává s Juliettou, ta ho vítá jako ztracenou lásku, ale není jisté, zda si Michela skutečně pamatuje, nebo zda jen další vyprávění přejímá za svou vzpomínku.

### 2. jednání
Michel se po řadě zvláštních událostí setkává s Juliettou v lese. Střet Michelových realistických vzpomínek a Juliettiných fantastických představ končí odchodem Julietty, po které Michel vystřelil, aniž by bylo jasné, zda ji trefil. Počáteční pozdvižení je brzy zapomenuto, Michel sám již si není jist, proč přijel, a je připraven na odplutí z města, když znovu slyší Juliettin hlas.

### 3. jednání
Michel je najednou v ústřední kanceláři pro sny, kde jsou přidělovány sny těm, kteří usínají – trestanci před popravou, nočnímu hlídači atd. Michel se chce vrátit do svého snu, i když ho úředník upozorňuje, aby se vrátil a nezapojil se mezi šedé postavy, které odmítly ze snu odejít. Michel ale slyší hlas Julietty a nakonec se vrhá zpět do svého snu, aby se znovu objevil na začátku děje, v přístavním městě, kde hledá Juliettu.

## Osoby
| Julietta                              | soprán               |
| Michel                                | tenor                |
| komisař – listonoš – hlídač lesa      | tenor                |
| muž s helmou                          | baryton              |
| muž v okně                            | bas                  |
| mladý Arab                            | mezzosoprán nebo alt |
| starý Arab – trestanec                | bas                  |
| obchodnice s ptáky                    | alt                  |
| obchodnice s rybami                   | alt                  |
| dědeček „Mládí“ – stařeček            | bas                  |
| stařenka                              | alt                  |
| stará dáma                            | mezzosoprán          |
| hadač karet                           | alt                  |
| obchodník se vzpomínkami              | basbaryton           |
| starý námořník                        | bas                  |
| mladý námořník – poslíček             | mezzosoprán          |
| mladý námořník – poslíček             | mezzosoprán          |
| lesní hlídač – úředník – strojvedoucí | tenor                |
| žebrák                                | baryton              |
| trestanec                             | bas                  |
| noční hlídač                          | mluvená role         |

## Uvedení
Vysoké nároky a snad i nemoc Václava Talicha oddálily premiéru, ale nezabránily uvedení Julietty na scéně Národního divadla. Světová premiéra 16. března 1938 s Otou Horákovou jako Juliettou a Jaroslavem Gleichem jako Michelem přinesla skladateli obrovský úspěch, za který byl Martinů Talichovi neskonale vděčný. Julietta se stala jeho nejhranější operou v Česku i za hranicemi, i když na další uvedení čekala dlouhá léta.
Na scéně Národního divadla byla uvedena znovu čtřikrát, v roce 1963 (dirigent Jaroslav Krombholc, režisér Václav Kašlík, Marie Tauberová jako Julietta a Ivo Žídek jako Michel), v roce 1989, ve spolupráci s North Opera v Leedsu v roce 2000 a v roce 2016.
Na základě audiozáznamu inscenace z roku 1963 byl natočen Kašlíkův televizní film z roku 1969, zfilmována byla ale Julietta i ve Francii v roce 1950 s Gérardem Philipem v hlavní roli a s využitím hudby Martinů.
Až do konce svého života Martinů pracoval na drobných úpravách opery. Po dvaceti letech od premiéry připravoval její vlastní francouzskou verzi, kterou už ale nedokončil.

## Nahrávky
Supraphon SU 3626-2 612: Maria Tauberová (Julietta), Ivo Žídek (Michel), Antonín Zlesák (komisař / listonoš), Zdeněk Otava (muž s helmou), Václav Bednář (muž v okně), Ivana Mixová (malý Arab), Vladimir Jedenáctík (starý Arab), Jindřich Jindrák (obchodník se vzpomínkami), Jaroslava Procházková (obchodnice s ptáky), Ludmila Hanzaliková (obchodnice s rybami), Orchestr a sbor Národního divadla v Praze; dirigent Jaroslav Krombholc (1964)